# Яковлева, Дарья Игоревна
Дарья Игоревна Яковлева (19 мая 1998, Сегежа, Карелия) — российская футболистка, нападающая клуба ЦСКА. Выступала за сборную России.

## Биография
Воспитанница ДЮСШ № 1 г. Сегежа, первый тренер — Василий Зайцев. Затем занималась в УОР г. Звенигорода. В составе команды «Россиянка-УОР» выступала в первой лиге России. 
С 2016 года находилась в составе московского ЦСКА. Летом 2017 года была отдана в аренду в «Россиянку», в её составе дебютировала в высшей лиге России в составе «Россиянки» 8 августа 2017 года в игре против «Енисея». 27 октября 2017 года в игре против «Кубаночки» забила свой первый гол. Всего в сезоне 2017 года сыграла 7 матчей и забила два гола в чемпионате России, также принимала участие в матчах еврокубков. В 2018 году вернулась в состав ЦСКА. В составе «армейцев» — чемпионка России 2019 и 2020 годов, серебряный призёр чемпионата 2021, 2022, 2023 и 2024 года.
Выступала за сборные России младших возрастов, начиная с 15 лет. В национальной сборной России дебютировала 7 ноября 2019 года в товарищеском матче против молодёжной сборной Швеции, заменив на 78-й минуте Кристину Машкову. 22 сентября 2020 года забила свой первый гол за сборную — в ворота Эстонии.